# Willem Van Schuerbeeck
Willem Van Schuerbeeck (Merchtem, 24 oktober 1984) is een Belgische atleet, die zich specialiseert in de marathon.

## Loopbaan
In 2011 maakte Van Schuerbeeck zijn debuut op de marathon van Eindhoven met een tijd van 2:20.25. Een jaar later verbeterde hij er zijn persoonlijke record tot 2:16.14. Met deze tijd kwam hij als tweede Europeaan over de eindstreep en verdiende hij het zilver in het BeNeLux kampioenschap te Eindhoven.
Op de marathon van Rotterdam in 2013 was hij een van de weinige topatleten die zijn persoonlijke record wist te verbeteren. In een tijd van 2:15.32 finishte hij op de Coolsingel. In het najaar van 2013 wist hij dit persoonlijk record nog aan te scherpen tot 2:14.19 op de marathon van Berlijn. Ondertussen heeft hij voor de zesde keer in evenveel wedstrijden zijn record weten aan te scherpen, ditmaal in 2014 nogmaals op de Coolsingel in Rotterdam, waar hij als negende over de finish kwam in een tijd van 2:13.55. Een jaar later eindigde hij bij deze wedstrijd als dertiende in 2:15.19.
In 2015 leverde Van Schuerbeeck tijdens de marathon van Berlijn zijn beste prestatie tot dan toe. Na 42 km met zijn landgenoot Florent Caelen zij aan zij te hebben gelopen, trok hij in de eindsprint aan het langste eind.
Van Schuerbeeck is aangesloten bij VAC - Koninklijke Vilvoorde Atletiek Club en trainde tot anno 2017 onder de hoede van Guido Hartensveld (TDR - Castricum, Nederland).

## Persoonlijke records
baan
| Onderdeel | Prestatie | Datum        | Plaats  |
| --------- | --------- | ------------ | ------- |
| 3000 m    | 8.32,76   | 15 juli 2007 | Gent    |
| 5000 m    | 14.23,40  | 8 juli 2012  | Heusden |
| 10.000 m  | 29.38,83  | 14 juni 2014 | Leiden  |

weg
| Onderdeel      | Prestatie | Datum             | Plaats    |
| -------------- | --------- | ----------------- | --------- |
| 10 km          | 29.42     | 10 februari 2013  | Schoorl   |
| 15 km          | 46.13     | 18 november 2012  | Nijmegen  |
| 10 Eng. mijl   | 48.56     | 24 september 2012 | Amsterdam |
| halve marathon | 1:04.12   | 22 maart 2015     | Venlo     |
| marathon       | 2:12.49   | 27 september 2015 | Berlijn   |

## Palmares

### 10.000 m
- 2014: Gouden Spike, Leiden - 29.38,83

### 10 km
- 2012: 36e Parelloop - 30.29
- 2013: 27e Parelloop - 30.37
- 2013:  St. Bavoloop, Rijsbergen - 30.17

### 12 km
- 2015: 12e Zandvoort Circuit Run (12 km) - 39.33

### 15 km
- 2012: 18e Zevenheuvelenloop - 46.12,2

### 10 Eng. mijl
- 2012: 20e Dam tot Damloop - 48.56
- 2013: 11e Tilburg Ten Miles - 48.42
- 2014: 15e Dam tot Damloop - 49.07
- 2015: 19e Dam tot Damloop - 50.43
- 2016: 19e Dam tot Damloop - 49.55
- 2017: 20e Dam tot Damloop - 50.36

### halve marathon
- 2013: 15e halve marathon van Egmond - 1:04.59
- 2014: 13e halve marathon van Egmond - 1:05.56
- 2014: 13e City-Pier-City Loop - 1:04.19
- 2015: 13e Venloop - 1:04.12
- 2015: 16e City-Pier-City Loop - 1:04.39
- 2016: 11e halve marathon van Egmond - 1:10.58
- 2016: 17e City-Pier-City Loop - 1:06.20
- 2017: 11e halve marathon van Egmond - 1:06.35
- 2017: 15e City-Pier-City Loop - 1:05.20
- 2018: 13e halve marathon van Egmond - 1:07.36

### marathon
- 2011: 19e marathon van Eindhoven - 2:20.25
- 2012: 19e marathon van Rotterdam - 2:16.40
- 2012: 13e marathon van Eindhoven - 2:16.14
- 2013: 12e marathon van Rotterdam - 2:15.32
- 2013: 16e marathon van Berlijn - 2:14.19
- 2014: 9e marathon van Rotterdam - 2:13.55
- 2014: 12e marathon van Amsterdam - 2:19.03
- 2015: 13e marathon van Rotterdam - 2:15.19
- 2015: 15e marathon van Berlijn - 2:12.49
- 2016: 56e OS in Rio de Janeiro - 2:18.56
- 2016:  marathon van Brussel - 2:21.35
- 2017: 18e marathon van Berlijn - 2:15.49
- 2018:  Kustmarathon Zeeland - 2:34.15
- 2018:  Great Bruges Marathon - 2:22.55
- 2019:  marathon van Antwerpen - 2:21.39
- 2019:  Nacht Van Vlaanderen - 2:21.14